# Hong-Gou-Kanal
Der wahrscheinlich aus dem 6. Jh. v. Chr. stammende Hong-Gou-Kanal (auch  Hong Gou beziehungsweise Hong-Kanal genannt) in China war die erste künstliche Wasserstraße in Ostasien und gehört zu den ältesten Wasserkanälen der Welt. Er ist damit noch älter als der im 4. Jh. v. Chr. entstandene Kaiserkanal.
Der Kanal verband den Gelben Fluss und den Huai He und war bis zum Bau des Kaiserkanals der größte Kanal der Welt. Bis zur Yuan-Dynastie (1279–1368) wurde er für Schifffahrtszwecke benutzt.